# 杉山悟
杉山 悟（すぎやま さとし、1926年1月1日 - 2009年3月27日）は、愛知県豊田市出身のプロ野球選手（外野手）・コーチ、解説者。
身長180cmを超える体であったことから、「デカちゃん」の愛称で知られた。

## 経歴
1943年、旧制岡崎中学校卒業。パワーのあるバッティングがスカウトの目にとまり、軟式野球のチームであったユタカ産業から1948年に中日ドラゴンズへ入団。2年目の1949年には31本塁打をマークし、1952年には27本を打って本塁打王のタイトルに輝き、ベストナインも受賞する。1954年には主に5番を打ち、7月25日の大阪戦（大阪）では延長10回表に駒田桂二から2点本塁打を放ったが、その裏にタイガースが河合保彦のファウルチップ打球処理に絡むトラブルで試合の続行を拒否して放棄試合となり、中日の9-0勝利となった。しかし、その当時の公式記録の認定が「イニングの表・裏の完了がなければならない」規定であったため、杉山の本塁打がルールにより取り消され、幻の本塁打となる一幕もあった。なお、その杉山の本塁打を打たれた駒田もその3年前の同月同日、同じく大阪で行われた松竹戦では2回に打者として林直明から3点本塁打を放つも、林がボークを犯して投球した為に本塁打を取り消されており、駒田は唯一「幻の本塁打」を「打った」、「打たれた」選手として経験した事になる。また、現在では公式のルール改正により、杉山、駒田のケースはいずれも本塁打として認定される様になっている。球団史上初のリーグ優勝に貢献し、打点王と2度目のベストナインを獲得。西鉄との日本シリーズ第1戦で、西村貞朗から頭部に死球を受けた。チームは日本一となったが、その後、死球禍で腰が引ける癖が付き、成績を次第に落とした。1956年にはドジャースとの日米野球に出場し、11月8日の第15戦（草薙）では2回にフレッド・キップから2ラン本塁打を放って全日本の4勝目に貢献。1959年に自由契約となり、国鉄スワローズへ移籍するが、活躍はできず再び自由契約となる。1960年に近鉄バファローに移籍し、6月30日の大毎オリオンズ戦では荒巻淳から逆転打を放ちプロ野球記録の18連勝中だった大毎をストップする殊勲もあったが、全盛期のような成績は残せずこの年に現役引退した。
引退後は中日で二軍監督（1963年 - 1966年, 1979年 - 1980年）・一軍打撃コーチ（1967年, 1977年 - 1978年）・二軍打撃コーチ（1968年）、東映→日拓→日本ハムで一軍打撃コーチ（1971年 - 1973年前期, 1975年 - 1976年）・二軍打撃コーチ（1974年）・スコアラー（1973年後期）を務めた。また、ラジオ関東で解説者をしていた時期もあった。
2007年に中日が日本一に輝いた際、中日新聞の取材を受けて久々にマスコミに登場した。
2009年3月27日午前7時20分、肺がんのため死去。83歳没。

## 詳細情報

### 年度別打撃成績
| 年 度      | 球 団            | 試 合 | 打 席 | 打 数 | 得 点 | 安 打 | 二 塁 打 | 三 塁 打 | 本 塁 打 | 塁 打 | 打 点 | 盗 塁 | 盗 塁 死 | 犠 打 | 犠 飛 | 四 球 | 敬 遠 | 死 球 | 三 振 | 併 殺 打 | 打 率 | 出 塁 率 | 長 打 率 | O P S |
| ---------- | ---------------- | ----- | ----- | ----- | ----- | ----- | -------- | -------- | -------- | ----- | ----- | ----- | -------- | ----- | ----- | ----- | ----- | ----- | ----- | -------- | ----- | -------- | -------- | ----- |
| 1948       | 中日 名古屋 中日 | 134   | 404   | 375   | 37    | 87    | 14       | 2        | 11       | 138   | 44    | 4     | 4        | 2     | --    | 27    | --    | 0     | 86    | --       | .232  | .284     | .368     | .652  |
| 1949       | 中日 名古屋 中日 | 128   | 507   | 475   | 67    | 124   | 18       | 4        | 31       | 243   | 64    | 2     | 5        | 0     | --    | 28    | --    | 3     | 69    | --       | .261  | .306     | .512     | .818  |
| 1950       | 中日 名古屋 中日 | 128   | 494   | 457   | 67    | 110   | 17       | 3        | 21       | 196   | 63    | 19    | 4        | 0     | --    | 36    | --    | 1     | 67    | 7        | .241  | .298     | .429     | .726  |
| 1951       | 中日 名古屋 中日 | 97    | 401   | 370   | 66    | 107   | 17       | 7        | 18       | 192   | 58    | 16    | 10       | 2     | --    | 27    | --    | 2     | 43    | 10       | .289  | .341     | .519     | .860  |
| 1952       | 中日 名古屋 中日 | 99    | 415   | 360   | 68    | 110   | 29       | 5        | 27       | 230   | 84    | 11    | 8        | 1     | --    | 52    | --    | 2     | 53    | 11       | .306  | .396     | .639     | 1.035 |
| 1953       | 中日 名古屋 中日 | 104   | 418   | 378   | 54    | 107   | 20       | 3        | 16       | 181   | 70    | 13    | 7        | 0     | --    | 38    | --    | 2     | 45    | 6        | .283  | .352     | .479     | .831  |
| 1954       | 中日 名古屋 中日 | 129   | 539   | 473   | 71    | 129   | 26       | 3        | 28       | 245   | 91    | 11    | 12       | 4     | 5     | 54    | --    | 3     | 78    | 20       | .273  | .351     | .518     | .869  |
| 1955       | 中日 名古屋 中日 | 118   | 479   | 450   | 52    | 109   | 24       | 4        | 19       | 198   | 67    | 9     | 11       | 1     | 4     | 23    | 1     | 1     | 79    | 12       | .242  | .281     | .440     | .721  |
| 1956       | 中日 名古屋 中日 | 108   | 370   | 346   | 31    | 74    | 16       | 2        | 11       | 127   | 41    | 5     | 4        | 0     | 1     | 21    | 0     | 2     | 53    | 5        | .214  | .263     | .367     | .630  |
| 1957       | 中日 名古屋 中日 | 122   | 463   | 427   | 34    | 79    | 17       | 3        | 12       | 138   | 44    | 4     | 8        | 2     | 2     | 29    | 1     | 3     | 91    | 7        | .185  | .242     | .323     | .565  |
| 1958       | 中日 名古屋 中日 | 96    | 336   | 313   | 20    | 81    | 12       | 2        | 9        | 124   | 41    | 7     | 5        | 1     | 3     | 17    | 1     | 2     | 50    | 6        | .259  | .301     | .396     | .697  |
| 1959       | 国鉄             | 29    | 77    | 67    | 4     | 10    | 2        | 0        | 2        | 18    | 9     | 0     | 1        | 3     | 0     | 7     | 0     | 0     | 14    | 4        | .149  | .230     | .269     | .498  |
| 1960       | 近鉄             | 99    | 295   | 271   | 22    | 57    | 10       | 1        | 4        | 81    | 22    | 4     | 4        | 2     | 1     | 18    | 0     | 3     | 61    | 5        | .210  | .267     | .299     | .566  |
| 通算：13年 | 通算：13年       | 1391  | 5198  | 4762  | 593   | 1184  | 222      | 39       | 209      | 2111  | 698   | 105   | 83       | 18    | 16    | 377   | 3     | 24    | 789   | 93       | .249  | .307     | .443     | .750  |

- 各年度の太字はリーグ最高
- 中日（中日ドラゴンズ）は、1951年に名古屋（名古屋ドラゴンズ）に、1954年に中日（中日ドラゴンズ）に球団名を変更

### タイトル
- 本塁打王：1回 （1952年）
- 打点王：1回 （1954年）

### 表彰
- ベストナイン：2回 （外野手部門：1952年、1954年）

### 記録
節目の記録
- 1000試合出場：1956年7月15日 ※史上37人目

その他の記録
- オールスターゲーム出場：3回 （1953年 - 1955年）

### 背番号
- 33 （1948年 - 1950年）
- 4 （1951年 - 1956年）
- 25 （1957年 - 1958年）
- 2 （1959年）
- 5 （1960年）
- 75 （1963年 - 1964年）
- 63 （1965年 - 1966年）
- 60 （1967年 - 1968年）
- 70 （1971年 - 1973年）
- 68 （1974年 - 1975年）
- 83 （1976年）
- 61 （1977年 - 1980年）